# Berlin-Buch
Pour les articles homonymes, voir Buch.
Buch [buːχ]  est un quartier de Berlin, faisant partie de l'arrondissement de Pankow.
Durant la séparation de la ville pendant la guerre froide (1945-1990), il faisait partie de l'ancien district de Pankow.

## Population
Le quartier comptait 15 613 habitants le 1er janvier 2017 selon le registre des déclarations domiciliaires.